# Viano (Brusio)
Viano (toponimo italiano) è una frazione del comune svizzero di Brusio, nella regione Bernina (Canton Grigioni).

## Storia
Nel Medioevo apparteneva a Tirano; passò a Brusio nel 1387.